# Розлин (Вашингтон)
Розлин (англ. Roslyn) — місто (англ. city) в США, в окрузі Кіттітас штату Вашингтон. Населення — 950 осіб (2020).

## Географія
Розлин розташований за координатами 47°16′12″ пн. ш. 121°8′28″ зх. д. / 47.27000° пн. ш. 121.14111° зх. д. (47.270028, -121.141203).  За даними Бюро перепису населення США в 2010 році місто мало площу 11,31 км², уся площа — суходіл.

## Демографія
Згідно з переписом 2010 року, у місті мешкали 893 особи в 437 домогосподарствах у складі 224 родин. Густота населення становила 79 осіб/км².  Було 648 помешкань (57/км²).
Расовий склад населення:
| - 95,1 % — білих - 1,1 % — корінних американців - 0,6 % — азіатів - 0,4 % — чорних або афроамериканців |

До двох чи більше рас належало 2,7 %. Частка іспаномовних становила 2,7 % від усіх жителів.
За віковим діапазоном населення розподілялося таким чином: 18,4 % — особи молодші 18 років, 66,5 % — особи у віці 18—64 років, 15,1 % — особи у віці 65 років та старші. Медіана віку мешканця становила 43,2 року. На 100 осіб жіночої статі у місті припадало 111,1 чоловіків;  на 100 жінок у віці від 18 років та старших — 105,4 чоловіків також старших 18 років.
Середній дохід на одне домашнє господарство  становив 60 157 доларів США (медіана — 52 750), а середній дохід на одну сім'ю — 69 509 доларів (медіана — 68 611). За межею бідності перебувало 14,6 % осіб, у тому числі 10,0 % дітей у віці до 18 років та 11,2 % осіб у віці 65 років та старших.
Цивільне працевлаштоване населення становило 418 осіб. Основні галузі зайнятості: мистецтво, розваги та відпочинок — 28,9 %, будівництво — 14,8 %, роздрібна торгівля — 14,6 %.